# Agurița Alecsandrescu
Agurița Alecsandrescu (n. 8 noiembrie 1932, Buhuși, Neamț, România – d. 1996, Bacău, România) a fost o demnitară comunistă a Republicii Socialiste România. Membră a Partidului Comunist Român începând cu anul 1954, ea a ocupat funcția de membru supleant (21 iulie 1972 – 28 noiembrie 1974) și membru deplin (28 noiembrie 1974 – 22 decembrie 1989) al Comitetului Central al Partidului Comunist Român. A deținut și funcția politică de prim-secretară a Comitetului Municipal de Partid al orașului Gheorghe Gheorghiu-Dej (actualmente Onești) până în 9 aprilie 1982 și a fost primar al aceleiași localități în perioada 1979-1982.

## Vezi și
- Lista membrilor Comitetului Central al Partidului Comunist Român